# Juan Carlos Katzenstein
Juan Carlos Enrique Katzenstein (Buenos Aires, 9 de agosto de 1925-27 de mayo de 2018) fue un abogado y diplomático argentino, que se desempeñó como embajador de su país en Bélgica, Bangladés, República Popular China, Suiza y la Santa Sede.

## Biografía
Estudió en el Colegio Champagnat y luego en la Facultad de Derecho y Ciencias Sociales de la Universidad de Buenos Aires, especializándose en derecho y política internacional.
Entre 1944 y 1955 fue funcionario del Poder Judicial, siendo secretario del Juzgado Federal Especial de Capital Federal. Ese último año ingresó al servicio exterior argentino.
Entre 1972 y 1974 fue embajador en Bélgica y concurrente en Luxemburgo, designado por el presidente de facto Alejandro Agustín Lanusse. En la presidencia de María Estela Martínez de Perón, entre 1974 y 1975 fue embajador en Bangladés, enviado por el canciller Alberto Vignes. Ese último año fue nombrado embajador en la República Popular China y concurrente en Vietnam hasta 1978. Había presentado sus cartas credenciales en noviembre de 1975 ante Zhu De.
Durante la dictadura autodenominada Proceso de Reorganización Nacional, fue Director Nacional de Ceremonial entre 1978 y 1981, encargándose de la coordinación de la visita oficial del presidente de facto Jorge Rafael Videla a China en 1980. En 1981 fue designado embajador en Suiza hasta 1986. Durante los últimos años de la presidencia de Raúl Alfonsín ocupó cargos en la estructura del Ministerio de Relaciones Exteriores y Culto: asesor, director general, subsecretario Técnico y Administrativo, y subsecretario de Relaciones Exteriores de forma interina. También fue profesor del Instituto del Servicio Exterior de la Nación.
En octubre de 1989 Carlos Menem lo designó embajador ante la Santa Sede y la Soberana Orden de Malta, hasta 1991. Presentó sus cartas credenciales ante Juan Pablo II el 30 de noviembre de 1989.
Fue miembro del Consejo Argentino para las Relaciones Internacionales y de la Academia Argentina de Ceremonial.
Falleció el 27 de mayo de 2018.

## Obra
- La Argentina subvaluada (1988).[11]